# Kopadatti, Gokak
Kopadatti là một làng thuộc tehsil Gokak, huyện Belgaum, bang Karnataka, Ấn Độ.